# Джеймисон, Уилли
Уи́лли Дже́ймисон (англ. Willie Jamieson) — шотландский кёрлингист.
В составе мужской сборной Шотландии участник чемпионата мира 1977 (стали бронзовыми призёрами) и чемпионата Европы 1977 (стали серебряными призёрами). Чемпион Шотландии среди мужчин. В составе юниорской мужской сборной Шотландии участник чемпионата мира 1976 (заняли четвёртое место). Чемпион Шотландии среди юниоров.
Играет на позициях третьего и четвёртого, несколько сезонов был скипом команды.

## Достижения
- Чемпионат мира по кёрлингу среди мужчин: бронза (1977).
- Чемпионат Европы по кёрлингу: серебро (1977).
- Чемпионат Шотландии по кёрлингу среди мужчин: золото (1977).
- Чемпионат Шотландии по кёрлингу среди юниоров: золото (1976).
- Чемпионат Шотландии по кёрлингу среди ветеранов: бронза (2017).

## Команды
| Сезон   | Четвёртый       | Третий          | Второй          | Первый          | Турниры                       |
| ------- | --------------- | --------------- | --------------- | --------------- | ----------------------------- |
| 1975—76 | Роберт Келли    | Кен Хортон      | Уилли Джеймисон | Кит Дуглас      | ЧШЮ 1976 · ЧМЮ 1976 (4 место) |
| 1976—77 | Кен Хортон      | Уилли Джеймисон | Кит Дуглас      | Ричард Хардинг  | ЧШМ 1977 · ЧМ 1977            |
| 1977—78 | Кен Хортон      | Уилли Джеймисон | Кит Дуглас      | Ричард Хардинг  | ЧЕ 1977                       |
| 1977—78 | Кен Хортон      | Уилли Джеймисон | Кит Дуглас      | S Cullen        | [ 3 ]                         |
| 1978—79 | Уилли Джеймисон | Роберт Келли    | Кит Дуглас      | S Cullen        | [ 3 ]                         |
| 2016—17 | Уилли Джеймисон | Том Пендрей     | Gary Mcfarlane  | Jean Lesperance | ЧШВ 2017                      |
| 2017—18 | Уилли Джеймисон | Том Пендрей     | Грэм Адам       | Jean Lesperance | [ 4 ]                         |
| 2018—19 | Уилли Джеймисон | Том Пендрей     | Грэм Адам       | Jean Lesperance | [ 5 ]                         |

(скипы выделены полужирным шрифтом)